# بنو رزين
من حكام الطوائف في الأندلس (402هـ - 497هـ) مقرهم السهلة.
بنو رزين اسرة أمازيغية حكمت امارة السهلة بالأندلس وتقع امارة بنو رزين في بسيط سهل خصيب من الأرض، يقع في جنوبي الثغر الأعلى، وفي شمال شرقي الثغر الأوسط، عند منابع نهر خالون فرع إبرة، وتحدها من الشرق سلسلة من الجبال تسمى بنفس الاسم، أي جبال بني رزين، وقد عرف بنو رَزين هؤلاء أصحاب شنتمرية الشرق، باسم جدهم الأعلى رزين البرنسى، أحد أكابر رجال الأمازيغ الداخلين إلى الأندلس، وهو ينتمى إلى هوارة إحدى بطون قبيلة البرانس الأمازيغية الكبرى، وكان منزل بني رزين بقرطبة، ولجدهم رزين بها آثار كثيرة.
ثم نزحوا إلى الثغر، ونزلو بأراضي السهلة، وهى التي تتوسطها شنتمرية، واستقروا هنالك سادة وحكاماً. ولما انتثر عقد الأندلس الكبرى إبان اضطرام الفتنة، تطلع كبيرهم يومئذ أبو محمد هذيل بن عبد الملك بن خلف بن لب بن رَزين المعروف بابن الأصلع.
سميت شنتمرية الشرق تمييزاً لها من شنتمرية الغرب، وهى الواقعة في جنوب غربي ولاية الغرب الأندلسية على المحيط الأطلنطى، وتشغل مكانها اليوم مدينة فارو البرتغالية، وتعرف شنتمرية الشرق الإسبانية بمدينة السهلة وهو تحريف لاسم بني رزين أمرائها أيام الطوائف.